# Amado Granell
Amado Granell Mesado (Burriana, 5 de noviembre de 1898-Sueca, 12 de mayo de 1972) fue un militar español del siglo XX. Participó en la guerra civil española encuadrado en el Ejército Republicano Español y pasó después al norte de África, donde se enroló en la Legión Extranjera Francesa que combatió a la Alemania nazi durante la Segunda Guerra Mundial. 
Encabezó la columna de vehículos de la 9.ª Compañía de la 2.ª División Blindada que, integrada por republicanos españoles, fue la primera unidad militar aliada que entró en París tras su ocupación por la Wehrmacht. Como tal, apareció en la portada del diario Libération al día siguiente de la Liberación de París, reunido con el líder de la resistencia francesa Georges Bidault y el prefecto del Sena, aunque en el titular se decía que había sido el capitán Raymond Dronne «el primer francés que llegó al Ayuntamiento» de París.

## Biografía

### Juventud
Hijo de un importador de madera de Burriana, Amado Granell se alistó en la Legión Española en 1921 alcanzando el grado de sargento, aunque debió retornar al hogar familiar por motivos económicos cuando el barco de su padre se hundió durante una travesía. Después se casó con Aurora, y ambos regentaron una tienda de motocicletas en Orihuela, justo hasta el estallido de la guerra civil española, el 18 de julio de 1936.
Afiliado al Partido Socialista en marzo de 1936 fue elegido segundo teniente de alcalde. Al iniciarse el alzamiento encabezó el Comité de Enlace Antifascista.

### Guerra Civil
En Orihuela se alistó en el Comité de Enlace Antifascista y, en septiembre en el Ejército Voluntario, formado para defender a la II República Española, donde fue destinado al Batallón de Hierro. En 1937, y favorecido por su experiencia en la Legión, Granell fue ascendido a mayor, recibiendo el mando del Regimiento Motorizado de Ametralladoras, compuesto por unos 1200 hombres, y que participó en la defensa de Madrid.
Más tarde, asume el cargo de comandante de la 49.ª Brigada Mixta del Ejército Popular Republicano, que defendía la ciudad de Castellón, pero que el 15 de junio de 1938 debió batirse en retirada hacia el sur ante el empuje del ejército sublevado. Con el colapso de la República próximo, el 29 de marzo de 1939 Granell, junto con unas 2700 personas, entre civiles y combatientes, embarcó en el puerto de Alicante en el buque mercante Stanbrook, que les trasladó a Orán, en la Argelia francesa.

### Segunda Guerra Mundial

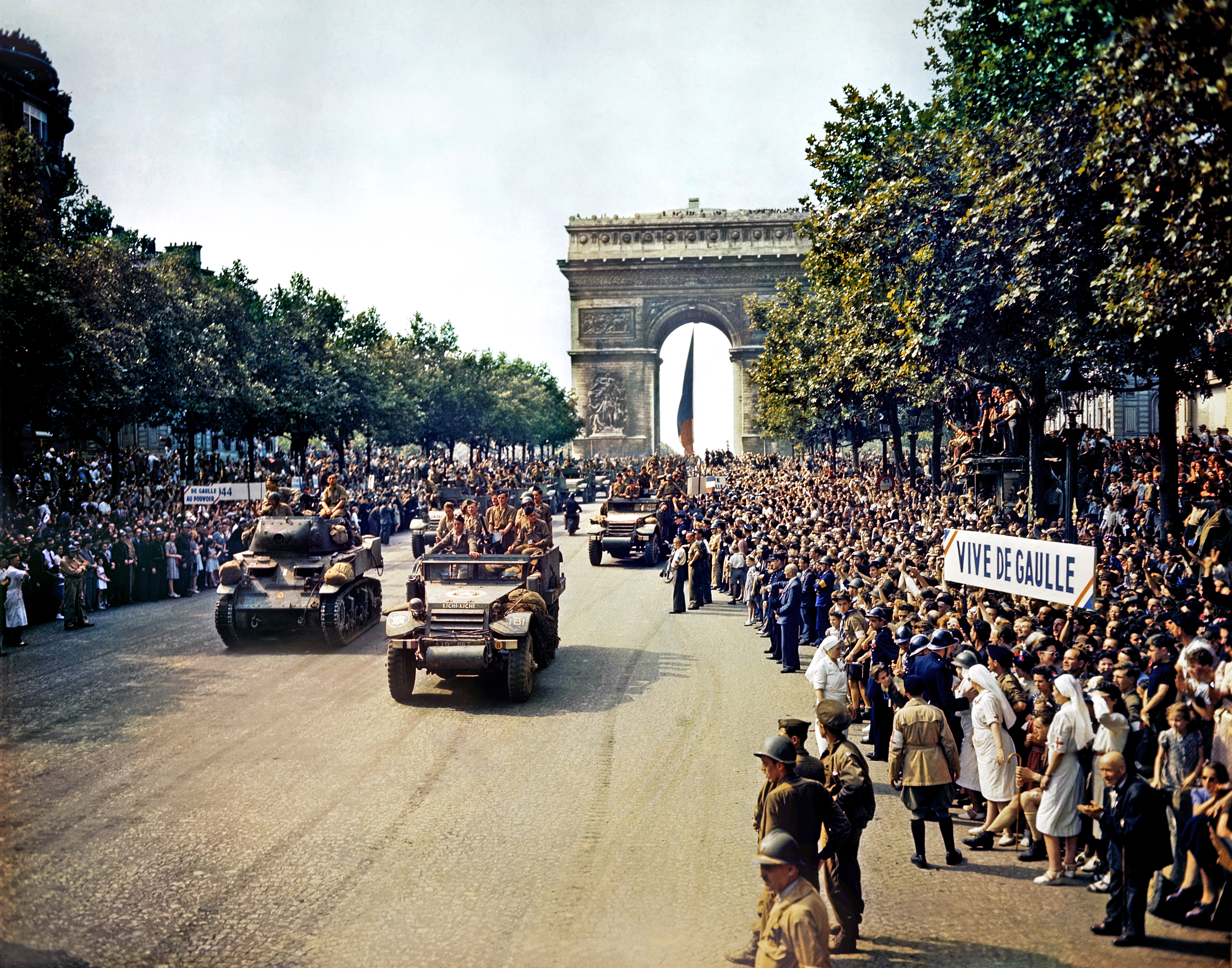
La 2.ª División Blindada desfila victoriosa en París por los Campos Elíseos, junto al Arco de Triunfo, el 26 de agosto de 1944.

Tras una estancia en los campos de concentración establecidos por las autoridades coloniales francesas, Granell y otros excombatientes fueron liberados tras la Campaña del Desierto Occidental por las fuerzas anglo-estadounidenses. A continuación, y junto con unos 7000 soldados republicanos, se alistó en la Legión Extranjera Francesa. Fue enrolado en el Regimiento de Marcha del Chad, que más tarde fue integrado en la 2.ª División Blindada, al mando del general Philippe Leclerc, en la que se contaban unos 2000 españoles.
La 2.ª División Blindada fue trasladada a Inglaterra donde, tras un período de entrenamiento, debía pasar a Francia después del Desembarco de Normandía. El 1 de agosto de 1944, la 9.ª Compañía del Regimiento de Marcha del Chad, compuesta por combatientes españoles, en la que se encontraba encuadrado Granell, desembarcó en la playa Utah. Tras un accidentado avance hacia París, frenado por la resistencia alemana en Écouché, el regimiento se encontró a las puertas de París el 24 de agosto. Entonces, el general Leclerc, y por una cuestión de honor, ordenó al capitán Raymond Dronne, quien comandaba la 9.ª Compañía, que fuera su unidad quien, sin esperar órdenes del mando aliado, entrase primero en la ciudad anticipándose a las fuerzas estadounidenses. Así, a las nueve de la noche, tres secciones de la 9.ª Compañía, una de ellas encabezada por Dronne, otra por Amado Granell y otra por Rafael Lafuente, compuestas por 120 hombres y 22 vehículos, entraron en la capital francesa llegando hasta el ayuntamiento. Allí Granell se reunió con el líder de la resistencia, Georges Bidault que ya se había instalado allí. La imagen fue captada por un fotógrafo y al día siguiente apareció en la portada del diario Libération.
Tras la liberación de París, La Nueve se dirigió al frente alemán, donde participaría activamente en la toma del Nido del Águila, el refugio vacacional de Adolf Hitler en los Alpes Bávaros. La sección de Granell superó el río Mosela hacia los Vosgos, sufriendo numerosas bajas en  Badonviller donde Granell, extenuado y enfermo, abandonó la compañía y fue  destinado a tareas organizativas. De los 144 hombres que componían la 9.ª Compañía cuando desembarcó en Normandía, únicamente 16 sobrevivieron a la guerra; 96 de sus fallecidos fueron excombatientes republicanos españoles.

### Posguerra

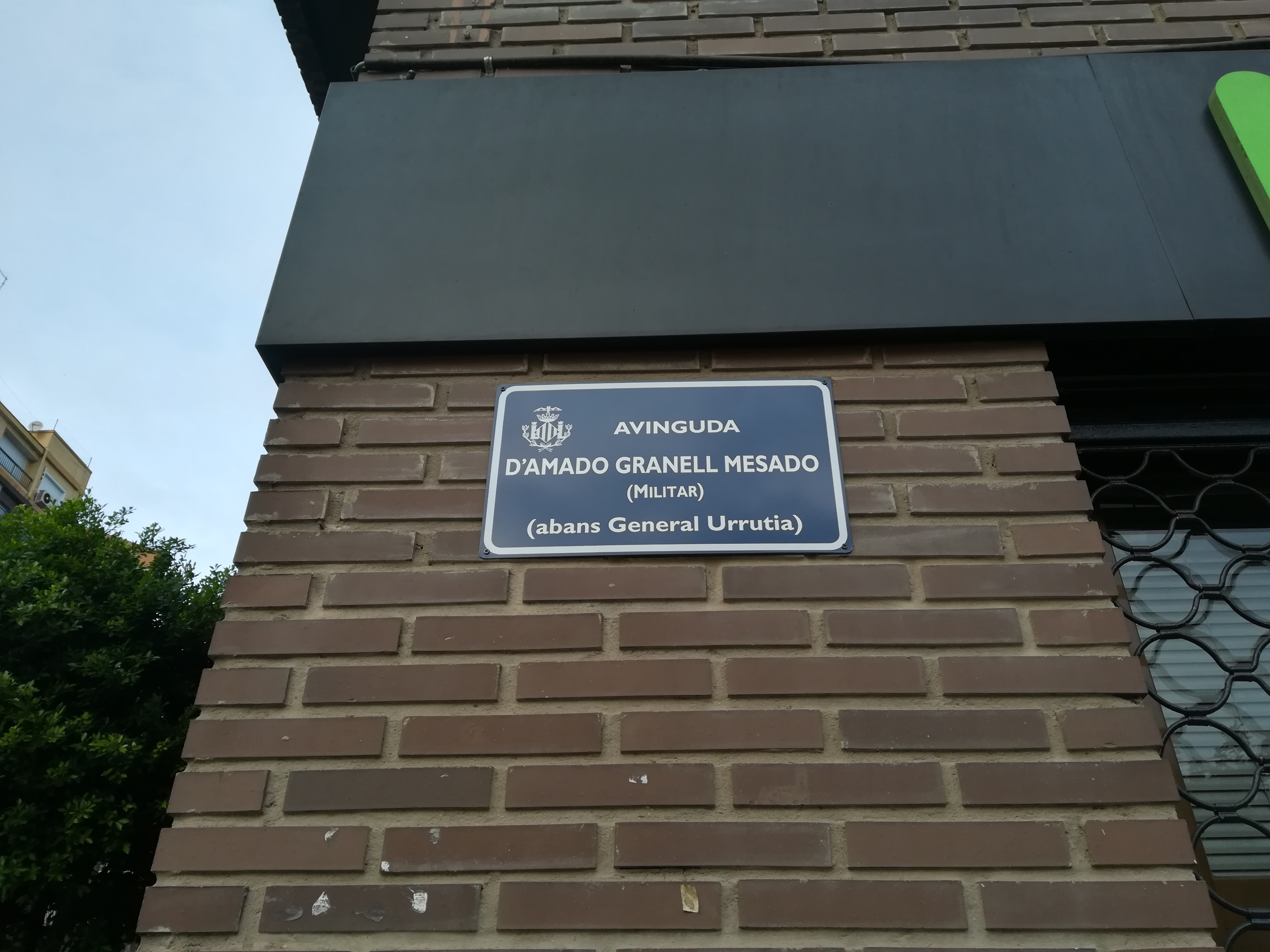
Placa de la avenida de Amado Granell en Valencia (España).

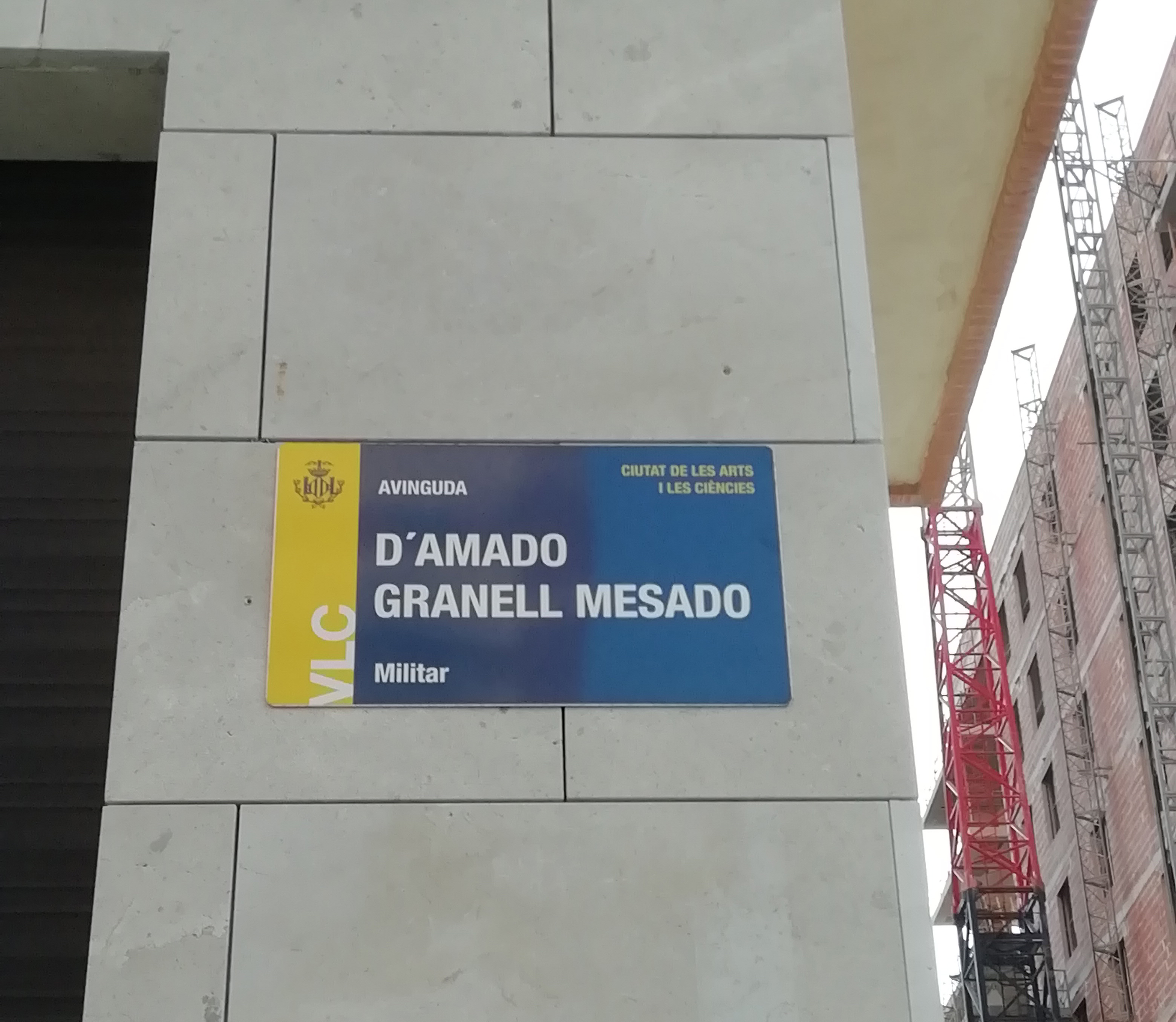
Placa definitiva de la avenida Amado Granell en Valencia.

Después de la guerra, Granell recibió la Legión de Honor de manos de Philippe Leclerc y rechazó una oferta de ascender a comandante del ejército francés por tener que adoptar para ello la nacionalidad francesa.
Por la gran relevancia alcanzada en Francia, actuó como intermediario entre políticos monárquicos y republicanos españoles en un plan auspiciado por Estados Unidos y el Reino Unido que intentaba situar a Juan de Borbón, pretendiente del trono español, como jefe del Estado. Con este propósito y en representación de Francisco Largo Caballero, Granell se reunió en Lisboa el 4 de abril de 1946 con José María Gil Robles, en un primer acercamiento. La operación fracasó tras el acuerdo alcanzado entre Don Juan y el general Franco, que pactaron que el hijo de aquel, el príncipe Juan Carlos, fuera el futuro jefe de Estado. Tras este fracaso, que minó todas las esperanzas de Granell de derribar la dictadura franquista, abandonó por completo la vida política.
En 1950, abrió un restaurante en París, que se convirtió en punto de encuentro de los republicanos españoles. Regresó más tarde a España, donde residió en Santander, Valencia y, finalmente, Alicante. Falleció en un accidente de tráfico cerca de la localidad valenciana de Sueca, el 12 de mayo de 1972, precisamente cuando se dirigía al consulado de Francia en Valencia, para gestionar el cobro de un subsidio por sus servicios como oficial del ejército francés.
En 2017 el Ayuntamiento de Valencia decidió dignificar su memoria poniéndole su nombre a una avenida de la ciudad, antes llamada General Urrutia, ubicada en el barrio de Monteolivete. Con anterioridad habían dado su nombre a una calle, sin urbanizar, del barrio de la Fonteta.